# John Gielgud

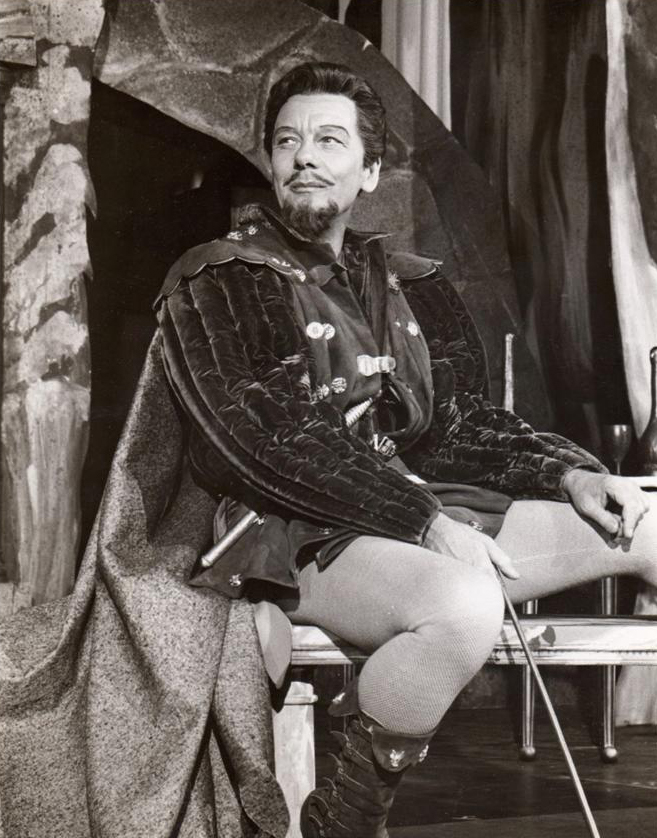
Gielgud vào vai Benedick trong Much Ado About Nothing, năm 1959

Sir Arthur John Gielgud (14 tháng 4 năm 1904 – 21 tháng 5 năm 2000) là nam diễn viên, đạo diễn người Anh. Ông đã từng thắng cả bốn giải Grammy (âm nhạc), Emmy (truyền hình), Oscar (điện ảnh) và Tony (sân khấu).